# Ludwika Maria Adelajda de Bourbon
Ludwika Maria Adelajda de Bourbon (ur. 13 marca 1753, w Hôtel de Toulouse (Paryż) – zm. 23 czerwca 1821, w zamku w Ivry-sur-Seine) – córka i spadkobierczyni Ludwika, księcia Penthièvre, admirała Francji.
Urodziła się w Paryżu, w domu wybudowanym dla jej dziadka, Ludwika Aleksandra, hrabiego Tuluzy, nieślubnego syna króla Ludwika XIV. Wyrastała w różnych rezydencjach należących do jej ojca, najbogatszego człowieka we Francji. Przed ślubem z Ludwikiem Filipem Orleańskim nazywana była Mademoiselle d'Ivoy, później Mademoiselle de Penthièvre. W latach 1769–1785 była księżną Chartres, a od 1785 do śmierci - księżną Orleanu. 
Swego czasu, po bezdzietnej śmierci jej brata Ludwika Aleksandra, była najbogatszą spadkobierczynią w całej Francji, ale jej małżeństwo nie było szczęśliwe. Od 25 lipca 1792 będąc w separacji z mężem, schroniła się razem ze swoim ojcem przed rewolucjonistami w Château de Bizy, w Normandii. Jej mąż znany jako Philippe Égalité albo "obywatel Égalité" został zgilotynowany 6 listopada 1793, a ją samą uwięziono. Podobny los spotkał jej córkę Adelajdę (potem uwolnioną, która udała do Szwajcarii a następnie do Niemiec) oraz jej synów Ludwika Filipa i Ludwika Karola. Uwolniono ją w 1794, zamieszkała w starej pensji i tam poznała miłość swojego życia - polityka Jacques-Marie Rouzeta, hrabiego Folmon. Obaj jej synowie zostali uwolnieni w 1796 i udali się na wygnanie do Stanów Zjednoczonych.
W 1816 kazała wybudować nową kaplicę w Dreux, na miejscu masowego grobu, do którego rewolucjoniści wrzucili ciała jej dziadków, rodziców i rodzeństwa. Zmarła w 1821, po długoletniej chorobie (miała raka piersi) i została pochowana w Dreux. Jej ukochany Rouzet zmarł rok wcześniej. Nie dożyła chwili, kiedy jej syn został królem Francuzów.

## Małżeństwo i dzieci
Wyszła za mąż za Ludwika Filipa Józefa, księcia Orleanu. Ślub odbył się 6 czerwca 1769 roku w pałacu wersalskim. Mieli piątkę dzieci:
1. Ludwika Filipa I (1773-1850), króla Francuzów;
2. Antoniego Filipa (1775-1807), księcia Montpensier;
3. Ludwikę Marię Adelajdę Eugenię (1777-1847);
4. Franciszkę (1777-1782), siostrę-bliźniaczkę poprzedniej córki;
5. Ludwika Karola Alfonsa Leodegarda (1779-1808), hrabiego Beaujolais.

Mąż notorycznie zdradzał Ludwikę Marię, jedną z jego długoletnich kochanek była Caroline Stéphanie Félicité Du Crest, hrabina de Genlis, a inną Grace Elliott.